# (16075) Meglass
(16075) Meglass (1999 RL130) – planetoida z pasa głównego asteroid okrążająca Słońce w ciągu 3,77 lat w średniej odległości 2,42 j.a. Odkryta 9 września 1999 roku.